# Arnemuiden
Arnemuiden es una ciudad de la provincia de Zelanda (Países Bajos). Es parte del municipio de Middelburg. Tiene una población estimada, a principios de 2018, de 4,945 habitantes.
Está situada en la isla de Walcheren, a unos 6 km al este de Middelburg, la capital de la provincia.

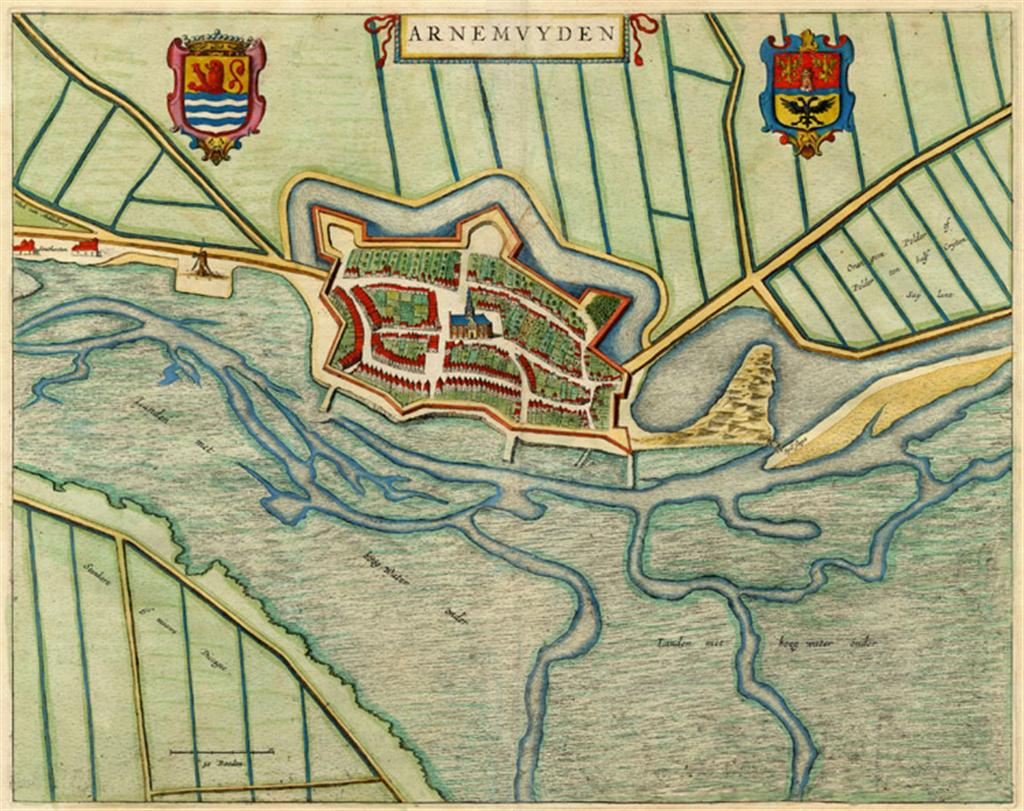
Mapa de Arnemuiden en 1640.

Recibió privilegios en 1574. Hasta 1997 poseía su propio municipio.